# Gilbert Fesselet
Gilbert Fesselet (18. dubna 1928, La Chaux-de-Fonds – 27. dubna 2022, Blonay) byl švýcarský fotbalista, obránce a záložník.

## Fotbalová kariéra
Ve švýcarské lize hrál za FC Bern, FC La Chaux-de-Fonds a Lausanne Sports. S FC La Chaux-de-Fonds vyhrál dvakrát švýcarskou fotbalovou ligu a dvakrát švýcarský fotbalový pohár. Ve Veletržním poháru nastoupil v 5 utkáních. Za švýcarskou reprezentaci nastoupil v letech 1954-1959 v 5 utkáních. Byl členem švýcarské reprezentace na Mistrovství světa ve fotbale 1954, nastoupil v utkání proti Uruguayi.

## Ligová bilance
| Ročník                           | Zápasy | Góly | Klub                 |
| -------------------------------- | ------ | ---- | -------------------- |
| Švýcarská Super League 1951/1952 | -      | -    | FC Bern              |
| Švýcarská Super League 1952/1953 | -      | 11   | FC Bern              |
| Švýcarská Super League 1953/1954 | -      | -    | FC La Chaux-de-Fonds |
| Švýcarská Super League 1954/1955 | 25     | 16   | FC La Chaux-de-Fonds |
| Švýcarská Super League 1955/1956 | 26     | 0    | FC La Chaux-de-Fonds |
| Švýcarská Super League 1956/1957 | 21     | 5    | Lausanne Sports      |
| Švýcarská Super League 1957/1958 | 26     | 3    | Lausanne Sports      |
| Švýcarská Super League 1958/1959 | 23     | 0    | Lausanne Sports      |
| Švýcarská Super League 1959/1960 | 24     | 0    | Lausanne Sports      |
| Švýcarská Super League 1960/1961 | 3      | 0    | Lausanne Sports      |
| CELKEM Švýcarská Super League    | -      | -    |                      |